# Dampier-archipel
De Dampier-archipel is een archipel voor de kust van de regio Pilbara in West-Australië bestaande uit 42 eilanden. Dampier is de dichtst bijgelegen (haven)plaats. Er wonen geen mensen op de eilanden van de Dampier-archipel.

## Geschiedenis

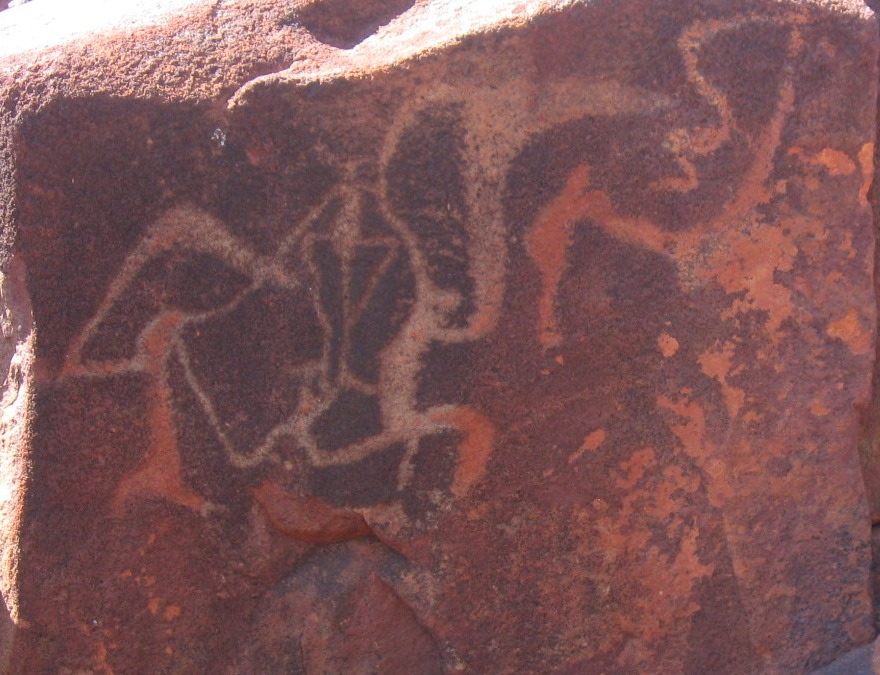
Petroglief op Burrup

Het gebied werd twintigduizend jaar bewoond door de Yaburrara Aborigines. Daarvan getuigen een grote hoeveelheid petrogliefen, schelpenstortplaatsen, steenformaties en artefacten. Sommige sites gaan terug tot de laatste ijstijd. De petrogliefen worden in het Ngaluma, de plaatselijke Aboriginestaal, marntakamani genoemd. Het geschatte aantal varieert van driehonderdduizend tot meer dan een miljoen. Het zou om de grootste verzameling rotskunst ter wereld gaan. De oudste afbeelding van een menselijk gelaat werd gevonden op het grootste eiland van de Dampier-archipel, het latere schiereiland, Burrup. Het schiereiland Burrup wordt door de Aborigines Murujuga genoemd. De petrogliefen worden bedreigd door de groeiende olie- en gasindustrie in het gebied.
In 1628 verscheen de archipel voor het eerst op een kaart van de Vereenigde Oostindische Compagnie. In 1688 deed de Engelse piraat William Dampier aan boord van het schip Cygnet de archipel aan, keerde in 1699 weer aan boord van de Roebuck en zette er toen voet aan wal. In 1801 werd de archipel naar hem vernoemd door Nicolas Baudin tijdens zijn ontdekkingsreis met het schip Géographe langs de West-Australische kust. Ook werden verschillende eilanden van de archipel vernoemd naar wetenschappers aan boord van Baudins expeditie. In 1818 maakte Philip Parker King een diepgaandere studie van de archipel en gaf de Enderby, Gidley, Lewis en Intercourse eilanden en de Nickolbaai hun namen. De eerste Europeanen die het vasteland voorbij de archipel verkenden waren de expeditieleden die met de Dolphin in Hearson Cove landden onder leiding van Francis Thomas Gregory.
In de negentiende eeuw werd er aan walvisvangst en parelduiken gedaan in de archipel. Aborigines en Maleiers werden verplicht tewerkgesteld in die industrieën. In 1866 doodde een pokkenepidemie vele Aborigines. In 1868 werd de helft van de overblijvende Aborigines afgemaakt in wat het Flying Foam Massacre wordt genoemd nadat een corrupte politieman, die een Aboriginesvrouw verkrachtte en haar man vasthield voor diefstal, werd vermoord. De andere Aborigines uit de omliggende streken van dezelfde Ngaluma Aboriginestaalgroep als de Yaburrara lieten door het geweld alle verzet varen. Ze dienden hun land volgend op de West-Australische Aborigineswet van 1905 op te geven en zich in een wijk in de plaats Roebourne te vestigen. De walvis- en parelindustrie had intussen plaats gemaakt voor koper- en goudmijnen op het vasteland. In 1961 werd het oorlogsverbod op de export van ijzererts opgeheven en was er nood aan een diepzeehaven. Eerst werd Depuch Island voorgesteld maar het Museum van West-Australië was hierop tegen omdat er vijfduizend petrogliefen gevonden waren. De haven werd vervolgens op het eiland Burrup, dat nog niet onderzocht was, gevestigd. Daar bleken later nog veel meer petrogliefen te vinden te zijn. Vele petrogliefen werden vernietigd door bulldozers. Burrupeiland werd in 1963 door de aanleg van een verbindingsweg een schiereiland. In 1966 werd de haven van Dampier aangelegd.
In 1996 werd een industriegebied op het vasteland goedgekeurd, de Maitland Industrial Estate. In 2005 werd ondanks een positief rapport uit 2003 echter beslist om de industrie op het schiereiland Burrup toch eerst verder uit te bouwen.  Sindsdien wordt de beslissing door actiegroepen aangevochten. De petrogliefen van de Dampier-archipel zijn sinds 3 juli 2007 nationaal erfgoed en werden in 2018 door de West-Australische overheid voorgedragen om werelderfgoed te worden.

## Fauna en flora
In de Dampier-archipel leven meer dan 1.000 soorten dieren waaronder 650 vissoorten en groeien meer dan 140 plantensoorten. Sommige van de planten en dieren op de eilanden zijn nog overlevenden van de biota op het vasteland en hebben een bijzondere conserveringswaarde. Een aantal stranden op de eilanden zijn belangrijke broedplaatsen voor zeeschildpadden. Verschillende migrerende waadvogels en vissen doen de archipel aan. Er liggen koraalriffen in de archipel met 216 soorten koralen. Een bijzonderheid aan de archipel is haar zachte bodem van fijnzand en modder die een zeer diverse en rijke bodembegroeiing veroorzaakt.

## Klimaat
De archipel kent een steppeklimaat met twee seizoenen, een warme droge winter van juni tot september en hete nattere zomer van oktober tot april/mei. De gemiddelde temperaturen 's winters in juli liggen tussen 26,3 °C en 14 °C. De gemiddelde temperaturen in februari liggen tussen 37.1 °C en 26.4 °C. De gemiddelde neerslag per jaar bedraagt 315 mm gedurende 33 dagen met neerslag. De verdamping in de regio ligt hoger dan de neerslag. Er doen zich periodiek, vooral tussen april en december, cyclonen voor.

## Geografie
De Dampier-archipel ligt zo'n 1550 kilometer ten noorden van Perth en beslaat een oppervlakte van 1.000 km². Ze ontstond zo'n zes tot achtduizend jaar geleden toen de stijgende zeespiegel de Mermaid-sund onder water zette. Het onderliggende gesteente is van het oudste op aarde en werd meer dan 2,8 miljard jaar geleden in het Archeïcum gevormd.
De 42 eilanden waaruit het archipel bestaat zijn :
- Enderby Island
- Dolphin Island
- West Intercourse Island
- West Lewis Island
- Legendre Island
- Rosemary Island
- East Lewis Island
- Angel Island
- Gidley Island
- Dixon Island
- Collier Island
- Delambre Island
- East Intercourse Island
- Zonder naam (Gidley Islet)
- Malus Island
- Eaglehawk Island
- Hauy Island
- Goodwyn Island
- Keast Island
- Lady Nora Island
- Elphick Nob

- Intercourse Island
- Mistaken Island
- Wilcox Island
- Cohen Island
- Conzinc Island
- Tidepole Island
- Walcott Island
- Brigadier Island
- Kendrew Island
- Haycock Island
- Bare Rock
- Mawby Island
- East Mid Intercourse Island
- Pemberton Island
- West Mid Intercourse Island
- Egret Island
- Miller Rocks
- Nelson Rocks
- Roly Rock
- Tozer Island
- Sandy Island